# Crematogaster overbecki
Crematogaster overbecki är en myrart som beskrevs av Hugo Viehmeyer 1916. Crematogaster overbecki ingår i släktet Crematogaster och familjen myror. Inga underarter finns listade i Catalogue of Life.